# 華工
華工泛指於晚清時，前去赴約海外工作的華人勞工以至苦力，通常是來自窮鄉僻壤的農民或漁民（特別是廣東五邑地區），被招工館等中介公司欺騙或詐騙至海外謀生，他們會收到首期的預付薪酬，但是需要扣除一筆介紹費用、交通費用和傭金，然後前往海外，如東南亞、美國、加拿大及澳洲，甚至是遠至秘魯等國家，進行刻苦的勞動工作。他們當中不少人因為無法返回中國，而且得不到僑居地的公民權利、無法獲得移民資格而客死異鄉。
在19世纪中后期至20世纪初，由於這些出國的勞工都會簽約，稱為契約華工，俗稱為賣豬仔（「豬仔」又寫作「豬囝」）。販運、交易豬仔的地方名為招工館，俗稱為豬仔館，葡話叫Barracoon（音譯名巴拉坑）。澳門在19世紀時期是人口販賣中心。聖安多尼教堂與大三巴牌坊之間是豬仔館林立的地方。
2006年，加拿大總理哈珀以廣州話就百多年前政府向華工徵收人頭稅道歉，並且宣布賠償方案。

## 歷史背景

### 西方殖民東南亞

#### 荷蘭殖民印尼
早於明朝中末期，荷蘭殖民地遠至印尼及台灣等地方。殖民地政府禁止華人從事商業活動，華人只能夠充當中介商或勞工。隨著殖民地的開發，去南洋的華工日益增加。清初時期，已經有大批華南沿海居民出國。至17世紀後，爪哇島上已經有50,000名華人。至1710年，僅是巴達維亞市 (今雅加達) 就已經有100,000名華人。
華工有自由僱工，也有押身於僱主的抵債者，名為“新客”(詞語於1683年出現)。1740年，殖民地政府為了消滅當地華人的政治及經濟勢力，在雅加達屠殺10,000多名華人。爪哇華工隨即轉往蘇門答臘、婆羅洲 (今加里曼丹) 和廖內群島等地。
帶有村社性質的華人組成公司，向當地的酋長交納租稅，領地採金或從事農墾、捕魚、放牧、種菜、種茶、伐木、造屋、造船和築路等勞動工作。著名的如東萬律的蘭芳公司於1777年成立，全盛時期有華工30,000-40,000人。他們會按天地會的模式組合，名為蘭芳大總制，公推羅芳伯為大唐客長。公司成員近300,000人。殖民地政府曾經多次襲擊婆羅洲的華人公司，均被擊退。1854年，大港等公司先後被殖民地政府消滅。1865年，蘭芳公司亦被殖民地政府撤銷。

#### 葡萄牙人佔用澳門
根據英国人博克隆记载，早在1519年，葡萄牙人即被控告拐带中國浙江福建沿海的儿童至印度卖作奴隶。嘉靖三十六年（1557年）葡萄牙人进居澳门之后，至19世纪中期以前，葡萄牙人把澳门变成掠卖人口的基地。这一时期的中国苦力贸易是以澳门为中心进行的，其掠奪、人口販卖的活动更加频繁，受害人数显着地增加。
1865年，澳門有豬仔館不足10家，至1873年，由葡萄牙、西班牙及荷蘭三國在澳門開設的猪仔館急升至300多家，經營華工販運行業的人士接近40,000人。根據於1874年，葡萄牙政府公布的文件紀錄，從1865-1873年，從澳門出口的華工達至182,000多人，其中運往古巴的共有346航次，94,600多人；運往秘鲁的有83,100多人；其餘地區有300多人。

#### 英國殖民馬來亞
18世紀末開始，英國殖民馬來亞，並且鼓勵華人前往開發。1820年代，馬六甲附近和半島西部各土邦的錫礦已經有幾萬名的華工。檳城和新加坡的原始森林很快就被華工開闢無遺。隨後轉向半島內陸柔佛，雪蘭莪和霹靂等土邦。華工向當地蘇丹納租領地開發，稱為“港主制”。他們在當地興建村鎮，柔佛境內聚居達數千家，柔佛邦的29條河流的兩岸幾乎全是華工開墾的種植園。
1808年，英國國王喬治三世宣佈禁止在英國屬土販賣奴隸。於1833年立法廢止奴隸制度。

### 赴美華工開發金山
在西方人發現新大陸和開拓南亞殖民地之後，他們需要大量的勞動力來開採殖民地的資源，從非洲引進黑奴。1800年代初，英國等殖民者禁止非洲奴隸貿易後，轉從印度和中國引進豬仔。
賣豬仔一詞，是中國人的自嘲之稱，西方人稱苦力。最早的“豬仔”是去南洋（菲律賓、馬來西亞、印尼和泰國等地）。豬仔的本質上是契約勞工。契約（合同）載明工作期限和工資待遇。期限一般有三年、五年和十年等三種。待遇根據合同長短而定。十年期的“豬仔”預付安家費二十銀元，五年的十五元，三年的十三元，提供一日三餐和住宿。
1849年之前，美國華人人數很少，只有區區325人，他們大多是官員，商人，也有少量學生和馬戲演員。
1848年1月，美國三藩市（舊金山）發現金礦，同年3月小道消息傳開，各地淘金者蜂擁而至。1849年消息傳到中國，隨即有323個廣東人前往淘金。1849年又有450人達到舊金山，1852年有兩萬人到達。他們主要來自於廣東台山、開平和恩平地區，比如1854年宁阳会馆就接待台山籍人8349人。雖然金礦在法律上歸美國聯邦政府所有，但當時民間金礦開採通行規矩是打樁劃界，誰有效開發，歸誰所有。1850年加州政府開始徵收每月20美元的開礦稅。1852年改徵每月3美元/人的外籍礦工稅。到1860年代，河床表面金礦大部分被淘走，唯有實力大公司才有能力繼續開採，當時礦工工資在1-3美元/天之間。淘金發財機會大大減少，一些中國人打道回府，一些人轉道去澳大利亞或加拿大溫哥華繼續淘金，一些人轉行開洗衣店和中餐館，還有一些人去修鐵路。1863年開工的橫跨美國東西海岸的鐵路工程開工，吸引了大量華工。鐵路華工月薪為30美元，食宿基本自理，鐵路公司也會提供一些生活幫助。和歐洲移民攜全家定居不同，華工前往美洲的目的是賺錢回鄉買田置產，所以85%以上為單身青壯年文盲男性，少量女性基本上作為性服務提供者存在。1862年《反苦力法》生效，不鼓勵外籍勞工入境，並向外籍勞工徵收每月2.5美元的“人頭稅”。到1870年，雖然中國人佔加州總人口比例只有8.6%，但佔勞動力的比例高達25%。到1880年，舊金山地區，華工佔總勞動力的1/3。19世紀中葉以後，社會主義傳入美國，美國工人運動蓬勃發展，要求提高工資待遇和改善工作條件的罷工活動此起彼伏。但每當歐洲移民勞工罷工，華工就“乘虛而入”。歐洲白人移民將勞工工資大幅下降歸咎於中國“苦力”，針對華工的暴行屢有發生。1882年美國國會通過《排華法案》，禁止任何華工入境（但官員、商人、學者和學生等其他人員不受影響），而且規定已經在美的中國“苦力”需要在離境前事先申請“回美證”才能返回美國，意圖減少中國“豬仔”的數量。在1900年前，到達加州的中國人高達30萬人，留下來的大約為10.7萬人。
1862年美國《反苦力法》生效後，契約勞工（contract labor，又譯合同工）獲得自由，他們可以自行選擇雇主。但舊金山中國六大公司（The Chinese Six Companies，中華總會的前身）宣稱，他們早在1853年就停止輸入契約勞工，改用“信用票”制度（Credit-ticket System）。當時，從香港到美國加州需要2-3個月的海上航行時間，中途可能遭遇海盜和風暴，風險極大。而且勞務公司（中國六大公司）一般需要替赴美華工預支三筆費用：給華工父母的寬慰金（20美元左右，一般家庭選擇不要），船票（40-50美元）和路途開銷（20美元）左右。運送一名華工，成本在60-90美元之間。華工可以自由選擇雇主，只要按照合同每月償還這筆“貸款”就行。這樣的系統理論上符合美國法律。但中國放貸公司為了盡快收回成本，常會和華工的工頭勾結，讓他們每月代扣工資用於還貸，還會對華工本人和其在中國的家人採取威脅手段，脅迫盡快還貸。還款總額依還貸期的長短而不同，一般來說，華工需要為他們的美國之行付出200-300美元的代價。一些華工，選擇向親友借錢，或等待哥哥從美國寄錢回來成行。親戚帶親戚，老鄉帶老鄉，有的村莊幾乎家家有人出洋謀生，比如1877年有200多人跟隨海宴沙栏村華工李仍去了美國。

### 秘魯華工
一位美國歷史學教授瓦特史多特花費了13年時間，著作了《秘魯華工史》一書。
1821年秘魯獨立後，採礦、鳥糞採掘，棉花和甘蔗種植需要大量勞工。當時中國積弱，海禁廢弛，人民貧窮愚昧，政府沒有保護放洋華工的能力，大量刻苦耐勞的中國廉價勞工，就成為了外國資本家們獵取的目標。
1850年代，約十萬的華工被勞役，隨著多起的暴動，他們的苦難廣為世界所知，同時，解放黑奴與農奴貿易運動，亦迫使秘魯頒布法令制止虐待華工。一些華工完成八年契約後，終於獲得自由。
1869年，有部分華工組織呈文清政府，由美國駐秘魯公使轉交，尋求中國政府保護在外的國人。可惜回應是“私自出洋的中國人為棄民，不值得加以保護。”直至兩年後，第二份呈文才得到正面回應，清朝政府表示：“對磨難中的苦力表示同情，勸以容忍，並可成立一個上告團體向朝廷陳述受害情況。”於是由七名完成合約的華工所組合的上告團寫了一份長篇狀文與恭親王。由各國媒體傳遍了世界。
葡萄牙政府隨後發表照會，要求秘魯方面調查並懲罰華工販子發生在澳門的罪行。並於1873年12月27日宣佈結束澳門的華工出口。總理事務大臣恭親王要求秘魯把全部勞工遣返，並保證不再輸入華工。最後簽訂了『中秘天津條約』，秘魯政府保證維護華工的權益，而中國政府亦承認雇傭華工為合法。但實際上，這個條約並沒有意義，因為澳門總督已經禁止了華工貿易。

### 其他
19世紀晚的沙俄時期，華人苦力經由香港（不一定代表這些華人苦力來自香港）往庫頁島的西岸參與煤礦的開採。

## 工種
- 開採黃金、煤矿
- 修築鐵路
- 種植甘蔗、煙草

## 生活及待遇
於1847年至1862年間，大部份的華工被約束到乘坐美式船到古巴，人數年近6,000。航行途中的環境非常差劣，人多擠迫及污穢。很多苦力被安排於古巴的甘蔗養植場或秘魯的海鳥糞礦坑工作。尤如奴隸一樣，部份苦力被安排於拍賣中出售，於有黑社會或者不法背景人士的嚴苛監督底下工作。
華工與黑奴系統非常相似。很多是被欺騙或詐騙而簽署合約，然後被收押於港口的運輸船。航行途中，死亡率甚高，1850年間乘往秘魯的華工，每10個僅有6個生還到達。到達目的地，他們大多受動物般的看待。華工的工作量大，工時長，但薪金微薄。遭上司虐待、侮辱的事件無處可申訴。食宿方面十分簡陋，有時甚至要露天住宿。合約通常為期5-8年，由於工作及生活環境惡劣，但很多華工都不能夠捱到約滿 (75%在古巴工作的華工未能存活至合約完結)。有些人因光顧賭場或妓院而向雇主借款，不能償還欠款，被迫留下繼續工作。幸存者在合約結束之後，基於種種因素，包括在不平等的法律〈例如種族歧視及保護主義等〉下，無奈地繼續於他鄉充作苦工，被逼繼續被欺壓及禁錮。

## 衰落
1912年，中華民國成立後臨時政府頒佈了《禁止買賣人口令》。

## 相關作品
- 《華人移民史》：香港電台電視部製作的紀錄片。共製作了四輯，分別是「下南洋」、「金山客」、「渡東瀛」及「闖拉美」。
- 《大地恩情》：麗的電視經典電視長劇。
- 《萬里長情》：無綫電視劇集。
- 《向世界出發2》︰前無綫電視藝員廖偉雄走訪毛里裘斯，講述當時印度人被「賣豬仔」的情況。
- 《六人-泰坦尼克上的中国幸存者》。
- 《唐探1900》：以19世纪旧金山铁路与金矿华工的故事为蓝本拍摄的电影。

### 引用
1. ↑  （清）李鍾玨《禁豬仔議》：「同治初年，泰西英荷諸國，開闢荒島，乏人墾治，以重貲誘往作工，遂有販賣豬仔之事。當時閩之廈門，粵之香港、澳門，公然設館。被拐者驅入舟中，縶其手足，如載羣豕，其苦難言，及至外洋，更遭慘酷，十必死五。」
2. ↑  （清）林則徐《查明外國船只騙帶華民出國情形摺》：「又查另有一二夷船慣搭窮民出洋謀生，不要船飯錢文，俟帶到各夷埠，有人雇用，則一年雇資俱聽該船主取去，滿一年后乃按月給予本人工資。當其在船之時，皆以木盆盛飯，呼此等搭船華民一同就食，其呼聲與內地呼豬相似，故人目此船為買豬崽。」
3. ↑  孫中山《答〈朝日新聞〉記者》：「而豬仔則以高價售之洋人，轉運出洋，以作苦工。工人終世辛苦，且受種種痛苦，鞭撻殘殺，視為尋常，是無異乳豬之受人宰食。故名此等被人拐賣之工人曰豬仔。」
4. ↑  李如龍、梁玉璋、鄒光椿、陳澤平. . 福州: 福建人民出版社. 1996-01: 88. ISBN 7-211-02354-6 （简体中文）. 豬囝：一、小豬
二、舊社會賣身到外國當苦力的勞工。
5. ↑  .   [2010-08-17]. （原始内容存档于2014-01-09）.
6. ↑  苦力贸易: 拐骗掳掠华工的罪恶勾当 陈为仁 - 1992 - 中国华侨出版社
7. ↑  澳门的苦力贸易及其对世界经济的影响 邓开颂 - 广东社会科学, 1988
8. ↑  葡萄牙在澳门的苦力贸易 任光敏 - 湖北三峡学院学报, 1999
9. ↑  华工出国史料 陈翰笙 - 1981 - 中华书局
10. ↑  .   [2012-04-28]. （原始内容存档于2013-12-02）.
11. ↑  晚清华侨政策研究 黄小用 - 2003
12. ↑  Kamalakaran, Ajay, , Russia Beyond the Headlines, June 3, 2016  [2016-06-21], （原始内容存档于2016-06-04）: 1890年，俄羅斯作家契诃夫離開庫頁島後，契訶夫乘船從海參崴出發，經香港、星加坡，到達科伦坡。往庫頁島的航程即為反方向。
13. ↑   . 维基文库. 1912.